# هنري كونتينين
هنري كونتينين (بالفنلندية: Henri Kontinen) مواليد 19 يونيو 1990 في هلسنكي، هو لاعب كرة مضرب فنلندي يلعب باليد اليمنى. أعلى تصنيف له في الفردي كان المركز الـ 220 في سنة 2010.

## بطولات حققها
- دورة رولان غاروس الدولية

## وصلات خارجية
- الموقع الرسمي

## روابط خارجية
- هنري كونتينين على موقع رابطة محترفي التنس (الإنجليزية)
- هنري كونتينين على موقع الاتحاد الدولي لكرة المضرب (الإنجليزية)
- هنري كونتينين على موقع كأس ديفيز (الإنجليزية)
- هنري كونتينين على موقع خلاصة التنس.كوم (الإنجليزية)
- هنري كونتينين على موقع إي إس بي إن.كوم (الإنجليزية)